# Хасенов Шайдулла Сунгатович
Шайдулла Сунгатович Хасенов (5 травня 1941, село Обломовка Щучинського району, тепер Бурабайського району Акмолинської області, Казахстан — 17 вересня 1990, тепер Казахстан) — радянський діяч, старший чабан Зерендинського радгоспу-технікуму Казахського науково-дослідного інституту сільського господарства Кокчетавської області Казахської РСР. Член ЦК КПРС у липні — вересні 1990 року.

## Життєпис
У 1958—1961 роках — тракторист радгоспу «Єнбек-Берлік» Кокчетавської області Казахської РСР.
У 1961—1964 роках — тракторист Кокчетавської державної дослідної станції Зерендинського району Кокчетавської області Казахської РСР.
У 1964—1990 роках — старший чабан Зерендинського радгоспу-технікуму Казахського науково-дослідного інституту сільського господарства села Зеренда Кокчетавської області Казахської РСР.
Член КПРС з 1970 року.
У 1983 році закінчив Зерендинську філію Щучинського професійно-технічного училища № 7 Казахської РСР.
Помер 17 вересня 1990 року.